# 偽悪語法
偽悪語法（ぎあくごほう、dysphemism）とは、礼儀正しい言葉・表現の代わりに、故意に不快な言葉・表現を使うこと。婉曲法とは概ね反対の意味である。語源はギリシャ語の δυς, dys（非）+ φήμη, pheme（発言）。cacophemism（ κακός, kakos（悪い）+ φήμη, pheme）も同じ意味を持つが、偽悪語法が不快なものにも単なるユーモラスな貶めにも使えるのに対して、cacophemismは普通故意に不快感を与えるものを指す。（近年、言語学者のケイト・バリッジはどちらにも偏らない名前または表現に「orthophemism」という新語を作った）。偽悪語法は冒涜とも関係するが、そればかりに集中するわけでもないので、同義語ではない。

## 例
偽悪語法の例として挙げられるのは、オンライン・マガジンのペーパー版を「dead tree edition（死んだ木版）」（hard copy参照）と言ったり、アメリカ合衆国軍人がクリーム状のチップド・ビーフをつけたトースト（chipped beef on toast）のことを「shit on a shingle（こけら板の上の糞）」と言ったりすることである。
奇妙にも、ユーモア表現の中には、文脈の上で婉曲的でも偽悪的でもありえるものがある。その理由は、偽悪的であるかも知れないものは愛情のこもったものでもありうるからである。たとえば、「死んだ」の偽悪語法表現「pushing up daisies」（文字通りに訳せば、「（肥やしになって）ヒナギクを押し上げる」）は、「死んだ」と言うよりも柔らかくもあり不快でもある。このような矛盾は文化的とも言える。「twit」は「idiot（ばか）」の偽悪語法表現だが、イギリス英語ではほとんどユーモラスまたは愛情のこもった言葉として使われる。
他には次のようなものがある。
- junk（屑、「がらくた」。ジャンクフードなどの中では元の意義がない）
- idiot box（白痴箱。テレビのこと）
- bullshit（文字通りに訳すと「牛の糞」だが、「嘘」「ナンセンス」あるいは不当な状況に対して使われる）